# 三角化截角四面體堆砌
{{Infobox polytope
| name = 三角化截角四面體堆砌
| imagename = Triakis truncated tetrahedral honeycomb.jpg
| polytope = 三角化截角四面體堆砌
| Type = 堆砌
| Dimension = 3
| Cell = 三角化截角四面體

| Face = 等腰三角形
六邊形
| Vertex_Figure = 正四面體
三方偏方面體
| Coxeter_group = Ã3×2, [[3[4]]] (double)
| Space_group = Fd3m (227)
| Properties = 胞可遞
}}
三角化截角四面體堆砌（triakis truncated tetrahedral honeycomb）是位於三維空間的一種密鋪結構或堆砌體，由三角化截角四面體獨立堆積填滿三維歐幾里得空間而成。
這種幾何結構由路德維希·福普爾（Ludwig Föppl）於1914年發現。

## 性質
三角化截角四面體堆砌有兩種頂點，一種為4個三角化截角四面體的公共頂點，位於三角化截角四面體之三角化結構的頂角上，頂點圖為正四面體；另一種為6個三角化截角四面體的公共頂點，位於三角化結構的底角上，頂點圖為三方偏方面體。

### 胞的組成
三角化截角四面體堆砌由三角化截角四面體獨立堆砌而成，因此其組成胞為三角化截角四面體。這種立體可以透過在截角四面體的每個三角形面上各疊上三角錐構成。

### 沃罗诺伊鑲嵌
三角化截角四面體堆砌為碳原子在鑽石之分子結構的沃罗诺伊鑲嵌，其三角化截角四面體胞坐落於鑽石立方晶格結構上。
由於三角化截角四面體堆砌完全由三角化截角四面體構成，因此三角化截角四面體堆砌具備胞可遞的特性。

## 與過截角交錯立方體堆砌的關聯
三角化截角四面體堆砌可以視為將過截角交錯立方體堆砌的正四面體胞以其幾何中心分割成四個小三角錐並分別與鄰近的截角四面體組合成三角化截角四面體來構成三角化截角四面體堆砌。

## 對偶堆砌體
三角化截角四面體堆砌的對偶堆砌體為雙四面體堆砌（Bitetrahedral honeycomb），其頂點圖為三角化截角四面體的對偶多面體——截三階角三角化四面體。其可以從四面體-八面體堆砌衍生而來：可以透過在四面體-八面體堆砌的八面體胞中放置四面體使其對稱性加倍，而八面體的完全對稱性將被破壞——八面體變成了同心、半對稱排列之相同邊長的四面體，而先前的第二個四面體則被其中心所取代，並成為新四面體的頂點。剩餘的三角形面平行於四面體面與面之間，形成矮的三角反棱柱，將新四面體與原始四面體相互連接起來。
這種幾何結構中短邊和長邊的比為1:{\displaystyle {\frac {2{\sqrt {6}}}{3}}}。短邊對應的是矮三角反棱柱的側面邊長，長邊對應的是正四面體邊長。

移除了三角反棱柱的雙四面體堆砌。紅色為原始位於四面體-八面體堆砌中的四面體、黃色為八面體與鄰近4個四面體幾何中心形成的新四面體。空隙處正好可以放入三角反棱柱，每個四面體都與4個三角反棱柱相鄰
在雙四面體堆砌中，三角反棱柱（綠色）與兩種四面體堆砌時的情況